# Bulbophyllum oreogenum
Bulbophyllum oreogenum là một loài phong lan thuộc chi Bulbophyllum.